# 飛行動物
飛行動物是指能在空中运动的动物。這些動物能夠自主飛行或滑翔。包括昆虫、翼龍目動物、鸟和蝙蝠在內的動物都能自主飛行。不同的動物飛行能力不同。飛行動物为了克服空气的阻力會扑打翅膀。